# Червоноочка-наяда
Червоноочка-наяда (Erythromma najas) — вид бабок родини стрілкових (Coenagrionidae).

## Поширення
Вид поширений в Європі, Середній Азії та Сибіру. В Україні трапляється на всій території, крім високогір'я Карпат.

## Опис
Тіло завдовжки 30-36 мм, черевце 25-30 мм, заднє крило 19-24 мм. Основне забарвлення на верхній стороні черевця бронзово-чорне з металевим відблиском. Черевце у старих самців на верхній стороні покрито блакитним нальотом. Плями на черевці блакитного кольору. Х тергіт черевця зверху цілком блакитний, без чорних міток, IX — чорний. У самиць задній край передньоспинки закруглений. Плями на черевці самиць зеленого кольору. Доплечеві смужки світлі, дуже короткі, неповні. Анальні придатки чорного кольору. Птеростигма прямокутна і вузька, рівна одній ланці. Під птеростигмою поперечні жилки відсутні. Ноги чорні або темно-сірі. Очі самця червоні.